# Aïtaroun
Aïtaroun (arabiska: عيترون) är en ort i Libanon.   Den ligger i guvernementet Nabatiye, i den södra delen av landet, 90 kilometer söder om huvudstaden Beirut. Aïtaroun ligger 659 meter över havet och antalet invånare är 6 000.
Terrängen runt Aïtaroun är kuperad, och sluttar österut. Närmaste större samhälle är Markaba, 13,7 kilometer norr om Aïtaroun. 
Trakten runt Aïtaroun består till största delen av jordbruksmark. Runt Aïtaroun är det tätbefolkat, med 659 invånare per kvadratkilometer.